# Punisch
Punisch is de taal van de Puniërs in Carthago en werd gesproken tot in de late Romeinse tijd in de Carthaagse koloniën en handelsposten in Noord-Afrika, Spanje en speciaal in het gebied van het huidige Tunesië. Het was een dialect voortgekomen uit het  Fenicisch van Tyrus, de oorspronkelijke moederstad van de Carthagers en was als Semitische taal sterk verwant aan het Hebreeuws en (in mindere mate) het Arabisch. In het Maltees zijn tot op heden nog enkele Punische woorden bewaard gebleven. Het werd verdrongen door het Latijn als officiële spreektaal en deze taal maakte op zijn beurt, na de islamisering van Noord-Afrika, weer plaats voor het Arabisch dat nog steeds de officiële taal van Tunesië is.